# Al-Ettifaq Club
L'Al-Ettifaq Club (in arabo الاتفاق‎?, al-ittifāq, "l'accordo") è una società calcistica saudita di Dammam. Milita nella Lega saudita professionistica, la massima serie del campionato saudita di calcio.
Fondata nel 1944 dalla fusione di tre club, è stata la prima squadra di calcio saudita ad aggiudicarsi un titolo internazionale, la Coppa dei Campioni del Golfo nel 1984. Ha vinto 2 campionati sauditi, 2 Champions League arabe e 3 Coppe dei Campioni del Golfo.
Disputa le partite casalinghe allo stadio Principe Mohamed bin Fahd di Dammam.

## Organico

### Rosa 2025-2026
Aggiornato al 16 luglio 2025
| N. |                           | Ruolo | Calciatore             |
| -- | ------------------------- | ----- | ---------------------- |
| 1  | Slovacchia (bandiera)     | P     | Marek Rodák            |
| 3  | Arabia Saudita (bandiera) | D     | Abdullah Madu          |
| 4  | Scozia (bandiera)         | D     | Jack Hendry            |
| 6  | Arabia Saudita (bandiera) | C     | Mukhtar Ali            |
| 7  | Camerun (bandiera)        | A     | Karl Toko Ekambi       |
| 8  | Paesi Bassi (bandiera)    | C     | Georginio Wijnaldum () |
| 9  | Francia (bandiera)        | A     | Moussa Dembélé         |
| 10 | Spagna (bandiera)         | C     | Alvaro Medran          |
| 11 | Giamaica (bandiera)       | C     | Demarai Gray           |
| 14 | Brasile (bandiera)        | C     | Vitinho                |
| 15 | Arabia Saudita (bandiera) | D     | Abdullah Al-Bishi      |
| 17 | Arabia Saudita (bandiera) | C     | Hassan Al Musallam     |
| 18 | Portogallo (bandiera)     | A     | João Costa             |
| 21 | Arabia Saudita (bandiera) | C     | Abdullah Hadi Radif    |

| N. |                           | Ruolo | Calciatore                  |
| -- | ------------------------- | ----- | --------------------------- |
| 23 | Arabia Saudita (bandiera) | P     | Ahmad Al Harbi              |
| 25 | Arabia Saudita (bandiera) | D     | Abdulbasit Hindi            |
| 29 | Arabia Saudita (bandiera) | D     | Mohammed Abdulrahman        |
| 33 | Arabia Saudita (bandiera) | D     | Madallah Al-Olayan          |
| 61 | Arabia Saudita (bandiera) | D     | Radhi Al-Otaibi             |
| 70 | Arabia Saudita (bandiera) | D     | Abdullah Al-Khateeb         |
| 77 | Arabia Saudita (bandiera) | C     | Majed Mohammed Yazid Dawran |
| 87 | Arabia Saudita (bandiera) | D     | Meshal Al-Sibyani           |
| 88 | Arabia Saudita (bandiera) | C     | Abdulellah Al-Malki         |
| 92 | Arabia Saudita (bandiera) | P     | Turki Baaljawsh             |
|    | Arabia Saudita (bandiera) | C     | Khalid Al-Ghannam           |
|    | Arabia Saudita (bandiera) | D     | Hamdan Al-Shamrani          |

### Rosa 2024-2025
Aggiornato al 16 ottobre 2024
| N. |                           | Ruolo | Calciatore             |
| -- | ------------------------- | ----- | ---------------------- |
| 1  | Slovacchia (bandiera)     | P     | Marek Rodák            |
| 3  | Arabia Saudita (bandiera) | D     | Abdullah Madu          |
| 4  | Scozia (bandiera)         | D     | Jack Hendry            |
| 7  | Camerun (bandiera)        | A     | Karl Toko Ekambi       |
| 8  | Paesi Bassi (bandiera)    | C     | Georginio Wijnaldum () |
| 9  | Francia (bandiera)        | A     | Moussa Dembélé         |
| 10 | Spagna (bandiera)         | C     | Alvaro Medran          |
| 11 | Giamaica (bandiera)       | C     | Demarai Gray           |
| 14 | Brasile (bandiera)        | C     | Vitinho                |
| 15 | Arabia Saudita (bandiera) | D     | Abdullah Al-Bishi      |
| 17 | Arabia Saudita (bandiera) | C     | Hassan Al Musallam     |
| 18 | Portogallo (bandiera)     | A     | João Costa             |

| N. |                           | Ruolo | Calciatore                  |
| -- | ------------------------- | ----- | --------------------------- |
| 21 | Arabia Saudita (bandiera) | C     | Abdullah Hadi Radif         |
| 23 | Arabia Saudita (bandiera) | P     | Ahmad Al Harbi              |
| 25 | Arabia Saudita (bandiera) | D     | Abdulbasit Hindi            |
| 29 | Arabia Saudita (bandiera) | D     | Mohammed Abdulrahman        |
| 33 | Arabia Saudita (bandiera) | D     | Madallah Al-Olayan          |
| 46 | Arabia Saudita (bandiera) | C     | Abdulaziz Al-Aliwa          |
| 61 | Arabia Saudita (bandiera) | D     | Radhi Al-Otaibi             |
| 70 | Arabia Saudita (bandiera) | D     | Abdullah Al-Khateeb         |
| 77 | Arabia Saudita (bandiera) | C     | Majed Mohammed Yazid Dawran |
| 87 | Arabia Saudita (bandiera) | D     | Meshal Al-Sibyani           |
| 88 | Arabia Saudita (bandiera) | C     | Abdulellah Al-Malki         |
| 92 | Arabia Saudita (bandiera) | P     | Turki Baaljawsh             |

### Rosa 2023-2024
Aggiornato al 28 luglio 2023
| N. |                           | Ruolo | Calciatore                     |
| -- | ------------------------- | ----- | ------------------------------ |
| 1  | Arabia Saudita (bandiera) | P     | Abdullah Al-Oaisher            |
| 3  | Arabia Saudita (bandiera) | D     | Mohammed Al Dossari            |
| 4  | Scozia (bandiera)         | D     | Jack Hendry                    |
| 9  | Francia (bandiera)        | A     | Moussa Dembélé                 |
| 11 | Arabia Saudita (bandiera) | C     | Ali Abdullah Hazazi            |
| 13 | Arabia Saudita (bandiera) | D     | Hamdan Al-Shamrani             |
| 14 | Spagna (bandiera)         | C     | Alvaro Medran                  |
| 17 | Arabia Saudita (bandiera) | D     | Meshal Al Alaeli               |
| 19 | Giamaica (bandiera)       | C     | Demarai Gray                   |
| 20 | Arabia Saudita (bandiera) | A     | Tamer Al Kahibari              |
| 21 | Arabia Saudita (bandiera) | P     | Amin Buhkari                   |
| 22 | Arabia Saudita (bandiera) | P     | Bilal Al Dawaa                 |
| 24 | Arabia Saudita (bandiera) | C     | Abdulrahman Al Aboud           |
| 25 | Paesi Bassi (bandiera)    | C     | Georginio Wijnaldum (capitano) |

| N. |                           | Ruolo | Calciatore             |
| -- | ------------------------- | ----- | ---------------------- |
| 26 | Arabia Saudita (bandiera) | C     | Abdulmohsen Al Dossari |
| 29 | Arabia Saudita (bandiera) | D     | Mohammed Abdulrahman   |
| 30 | Arabia Saudita (bandiera) | A     | Muhannad Al Saad       |
| 36 | Arabia Saudita (bandiera) | C     | Faris Al Ghamdi        |
| 48 | Brasile (bandiera)        | P     | Paulo Victor           |
| 49 | Arabia Saudita (bandiera) | D     | Abdulrahman Oumar      |
| 61 | Arabia Saudita (bandiera) | C     | Radhi Al Otaibi        |
| 70 | Arabia Saudita (bandiera) | D     | Abdullah Al-Khateeb    |
| 75 | Costa d'Avorio (bandiera) | C     | Seko Fofana            |
| 76 | Arabia Saudita (bandiera) | D     | Abdullah Madu          |
| 90 | Arabia Saudita (bandiera) | C     | Haroune Camara         |
| 97 | Camerun (bandiera)        | A     | Karl Toko Ekambi       |
|    | Brasile (bandiera)        | A     | João Costa             |

### Rosa 2021-2022
Aggiornato al 15 febbraio 2022
| N. |                           | Ruolo | Calciatore          |
| -- | ------------------------- | ----- | ------------------- |
| 2  | Arabia Saudita (bandiera) | D     | Ali Masrahi         |
| 4  | Arabia Saudita (bandiera) | D     | Fahad Ghazi         |
| 6  | Arabia Saudita (bandiera) | C     | Ibrahim Mahnashi    |
| 7  | Arabia Saudita (bandiera) | C     | Mohammed Al-Kwikbi  |
| 8  | Arabia Saudita (bandiera) | C     | Hamed Al-Ghamdi     |
| 9  | Arabia Saudita (bandiera) | A     | Hazaa Al-Hazaa      |
| 10 | Tunisia (bandiera)        | C     | Naïm Sliti          |
| 11 | Arabia Saudita (bandiera) | C     | Ali Abdullah Hazazi |
| 12 | Arabia Saudita (bandiera) | D     | Hussain Salem       |
| 14 | Slovacchia (bandiera)     | C     | Filip Kiss          |
| 15 | Arabia Saudita (bandiera) | C     | Ahmed Al-Ghamdi     |
| 17 | Arabia Saudita (bandiera) | D     | Saleh Al Qumayzi    |
| 18 | Brasile (bandiera)        | C     | Souza               |
| 20 | Arabia Saudita (bandiera) | C     | Majed Al-Najrani    |
| 21 | Marocco (bandiera)        | A     | Walid Azarou        |
| 22 | Arabia Saudita (bandiera) | P     | Abdullah Al Bahri   |

| N. |                           | Ruolo | Calciatore          |
| -- | ------------------------- | ----- | ------------------- |
| 25 | Arabia Saudita (bandiera) | D     | Saeed Al-Robeai     |
| 26 | Arabia Saudita (bandiera) | A     | Abdulla Al Salem    |
| 27 | Arabia Saudita (bandiera) | D     | Abdulaziz Al-Wasli  |
| 28 | Ciad (bandiera)           | A     | Maher Sharoma       |
| 30 | Arabia Saudita (bandiera) | P     | Abdullah Al-Saleh   |
| 34 | Arabia Saudita (bandiera) | D     | Ali Al-Khaibari     |
| 35 | Turchia (bandiera)        | C     | Berat Özdemir       |
| 70 | Arabia Saudita (bandiera) | D     | Abdullah Al-Khateeb |
| 88 | Arabia Saudita (bandiera) | C     | Saad Al-Selouli     |
| 92 | Algeria (bandiera)        | P     | Raïs M'Bolhi        |
|    | RD del Congo (bandiera)   | C     | Marcel Tisserand    |
|    | Arabia Saudita (bandiera) | D     | Hussein Halawani    |
|    | Arabia Saudita (bandiera) | P     | Mohamed Al-Haety    |
|    | Svezia (bandiera)         | C     | Robin Quaison       |
|    | Germania (bandiera)       | A     | Amin Younes         |

### Rosa 2020-2021
Aggiornato al 10 febbraio 2021
| N. |                           | Ruolo | Calciatore          |
| -- | ------------------------- | ----- | ------------------- |
| 2  | Arabia Saudita (bandiera) | D     | Ali Masrahi         |
| 4  | Arabia Saudita (bandiera) | D     | Fahad Ghazi         |
| 6  | Arabia Saudita (bandiera) | C     | Ibrahim Mahnashi    |
| 7  | Arabia Saudita (bandiera) | C     | Mohammed Al-Kwikbi  |
| 8  | Arabia Saudita (bandiera) | C     | Hamed Al-Ghamdi     |
| 9  | Arabia Saudita (bandiera) | A     | Hazaa Al-Hazaa      |
| 10 | Tunisia (bandiera)        | C     | Naïm Sliti          |
| 11 | Arabia Saudita (bandiera) | C     | Ali Abdullah Hazazi |
| 12 | Arabia Saudita (bandiera) | D     | Hussain Salem       |
| 14 | Slovacchia (bandiera)     | C     | Filip Kiss          |
| 15 | Arabia Saudita (bandiera) | C     | Ahmed Al-Ghamdi     |
| 17 | Arabia Saudita (bandiera) | D     | Saleh Al Qumayzi    |
| 18 | Brasile (bandiera)        | C     | Souza               |
| 20 | Arabia Saudita (bandiera) | C     | Majed Al-Najrani    |
| 21 | Marocco (bandiera)        | A     | Walid Azarou        |
| 22 | Arabia Saudita (bandiera) | P     | Abdullah Al Bahri   |

| N. |                           | Ruolo | Calciatore          |
| -- | ------------------------- | ----- | ------------------- |
| 25 | Arabia Saudita (bandiera) | D     | Saeed Al-Robeai     |
| 26 | Arabia Saudita (bandiera) | A     | Abdulla Al Salem    |
| 27 | Arabia Saudita (bandiera) | D     | Abdulaziz Al-Wasli  |
| 28 | Ciad (bandiera)           | A     | Maher Sharoma       |
| 30 | Arabia Saudita (bandiera) | P     | Abdullah Al-Saleh   |
| 34 | Arabia Saudita (bandiera) | D     | Ali Al-Khaibari     |
| 35 | Turchia (bandiera)        | C     | Berat Özdemir       |
| 70 | Arabia Saudita (bandiera) | D     | Abdullah Al-Khateeb |
| 88 | Arabia Saudita (bandiera) | C     | Saad Al-Selouli     |
| 92 | Algeria (bandiera)        | P     | Raïs M'Bolhi        |
|    | RD del Congo (bandiera)   | C     | Marcel Tisserand    |
|    | Arabia Saudita (bandiera) | D     | Hussein Halawani    |
|    | Arabia Saudita (bandiera) | P     | Mohamed Al-Haety    |
|    | Svezia (bandiera)         | C     | Robin Quaison       |
|    | Germania (bandiera)       | A     | Amin Younes         |

### Rosa 2019-2020
| N. |                               | Ruolo | Calciatore               |
| -- | ----------------------------- | ----- | ------------------------ |
| 5  | Tunisia (bandiera)            | D     | Oussama Haddadi          |
| 6  | Arabia Saudita (bandiera)     | C     | Ibrahim Mohannashi       |
| 7  | Arabia Saudita (bandiera)     | A     | Mohammed Al-Kuwaykibi    |
| 8  | Arabia Saudita (bandiera)     | C     | Hamed Al-Ghamdi          |
| 9  | Arabia Saudita (bandiera)     | A     | Hazzaa Ibrahim Al-Hazzaa |
| 10 | Brasile (bandiera)            | C     | Rogerinho                |
| 11 | Arabia Saudita (bandiera)     | C     | Ali Abdullah Hazazi      |
| 12 | Arabia Saudita (bandiera)     | D     | Hussain Salem            |
| 13 | Tunisia (bandiera)            | C     | Naïm Sliti               |
| 14 | Slovacchia (bandiera)         | C     | Filip Kiss               |
| 15 | Arabia Saudita (bandiera)     | C     | Saleh Jamaan Al-Amri     |
| 16 | Arabia Saudita (bandiera)     | A     | Youssef Al-Salem         |
| 17 | Arabia Saudita (bandiera)     | D     | Saleh Al-Qumayzi         |
| 18 | Rep. Centrafricana (bandiera) | D     | Cédric Yamberé           |

| N. |                           | Ruolo | Calciatore         |
| -- | ------------------------- | ----- | ------------------ |
| 19 | Senegal (bandiera)        | A     | Souleymane Doukara |
| 20 | Arabia Saudita (bandiera) | C     | Majed Al-Najrani   |
| 22 | Arabia Saudita (bandiera) | P     | Abdullah Al-Bahri  |
| 25 | Arabia Saudita (bandiera) | D     | Saeed Al-Rubaie    |
| 27 | Arabia Saudita (bandiera) | C     | Fawaz Al-Tarees    |
| 29 | Arabia Saudita (bandiera) | D     | Osama Al-Saleem    |
| 30 | Arabia Saudita (bandiera) | P     | Abdullah Al-Saleh  |
| 31 | Arabia Saudita (bandiera) | C     | Mohammed Al-Subaie |
| 34 | Arabia Saudita (bandiera) | D     | Ali Al-Khaybari    |
| 50 | Arabia Saudita (bandiera) | D     | Saad Al-Khairy     |
| 70 | Arabia Saudita (bandiera) | D     | Omar Al-Senin      |
| 77 | Arabia Saudita (bandiera) | D     | Abdullah Al-Khatib |
| 88 | Arabia Saudita (bandiera) | C     | Saad Al-Salouli    |
| 92 | Algeria (bandiera)        | P     | Raïs M'Bolhi       |

## Palmarès

### Competizioni nazionali
- Campionato saudita: 2

1982-1983, 1986-1987
- Coppa della Corona del Principe saudita: 3

1965, 1968, 1985
- Coppa Principe Faisal Bin Fahad: 3

1990-1991, 2002-2003, 2003-2004
- Campionato saudita di seconda divisione: 2

1976-1977, 2015-2016

### Competizioni internazionali
- Champions League araba: 2

1984, 1988
- Coppa dei Campioni del Golfo: 3

1983, 1988, 2006

### Altri piazzamenti
- Campionato saudita:

Secondo posto: 1987-1988, 1991-1992
Terzo posto: 1977-1978, 1983-1984, 2010-2011
- Coppa del Principe della Corona saudita:

Semifinalista: 2000, 2006-2007, 2010-2011
- Coppa dell'AFC:

Semifinalista: 2012
- Coppa dei Campioni del Golfo:

Finalista: 2007